# Nicolas Vouilloz
Cet article concerne un coureur cycliste français. Pour le footballeur suisse, voir Nicolas Vouilloz (football).
Nicolas Vouilloz, né le 8 février 1976 à Nice, est un coureur cycliste français spécialiste de VTT de descente et un pilote de rallye automobile. En VTT, il remporte notamment 7 titres de champion du monde (record) dans les années 1990 et 2000. Il est admis au Mountain Bike Hall of Fame en 2013. Il est titré champion de France des Rallyes 2006 et champion IRC des Rallyes 2008.

## Biographie
Surnommé E.T. ou l'extraterrestre du fait de son apparente facilité associée à sa vitesse de descente des pistes, Nicolas domina de manière outrancière une discipline, la descente en VTT,,,, où la part d'incertitude est importante : chute, incidents mécaniques y sont en effet fréquents. Il a été couronné 10 fois champion du monde (dont trois titres chez les juniors) en 11 participations. 
Après avoir couru pour plusieurs fabricants de VTT renommés tels que GT ou Sunn, il décide de profiter de son savoir de pilote pour créer sa propre marque sous le nom de V-Process qui sera reprise comme série de modèles « spéciaux » des cycles Lapierre. En 1997, il est lauréat du Prix Claude Foussier de l'Académie des sports, récompensant les performances d'un sportif dans les domaines de la qualité de la vie. 
Nicolas Vouilloz a également fait ses débuts en rallye automobile en 2003. Il a ainsi intégré en 2004 l’équipe de France FFSA, et disputé 7 manches du Championnat du monde des rallyes au volant d’une Peugeot 206 WRC officielle. En 2008, il devient champion IRC sur une Peugeot 207 S2000.
À partir de 2006, Nicolas Vouilloz se consacre aussi aux descentes marathons, et à l'enduro. Il est également développeur et consultant pour Lapierre.
En juillet 2021, il devient à 45 ans champion de France de cross-country à assistance électrique.

## Palmarès en VTT

### Descente

#### Championnats du monde de descente
Juniors (3)
- Champion du monde juniors en 1992 (Bromont,  Canada)
- Champion du monde juniors en 1993 (Métabief,  France)
- Champion du monde juniors en 1994 (Vail,  États-Unis)

Élites (7)
- Champion du monde  en 1995 (Kirchzarten,  Allemagne)
- Champion du monde  en 1996 (Cairns,  Australie)
- Champion du monde  en 1997 (Château-d'Œx,  Suisse)
- Champion du monde  en 1998 (Mont Sainte-Anne,  Canada)
- Champion du monde  en 1999 (Åre,  Suède)
- Champion du monde  en 2001 (Vail,  États-Unis)
- Champion du monde  en 2002 (Kaprun,  Autriche)

#### Coupe du monde
Coupe du monde de descente (5)
- ? en 1993 (1 manche)
- 3e en 1994
- 1er en 1995 (1 manche)
- 1er en 1996 (1 manche)
- 10e en 1997
- 1er en 1998 (4 manches)
- 1er en 1999 (4 manches)
- 1er en 2000 (4 manches)
- 2e en 2001 (1 manche)
- 6e en 2002

#### Championnats d'Europe
- Champion d'Europe de descente juniors : 1993
- Champion d'Europe de descente : 1994, 1997 et 1998 (2e: 1995, 2000)

#### Jeux Pyrénéens de l'Aventure
- 2e au Trophée du Président du Comité international Olympique (combiné VTT hommes).

#### Championnats de France
- Champion de France de descente cadets : 1991

- Champion de France de descente : 1992, 1993, 1994, 1996, 1997, 1999 et 2001 (2e en 1995 et 1998)
- Champion de France de dual-slalom : 2001
- Champion de France de cross-country à assistance électrique : 2021
- Champion de France d'enduro à assistance électrique : 2022

#### Divers
- Coupe de France de descente : 1995 et 1996
- Avalanche Cup de La Sarra (Lyon) en VTT : 1994,1995 et 2000
- Mégavalanche de L'Alpe d'Huez : 2006

### Enduro

#### Enduro World Series
- 2013: 1 manche
- 2016: 
  -     1. 1: 3e
    2. 2: 11e
    3. 3: DNF
    4. 4: DNF
    5. 7: 2e
- 2015
  -     1. 2: 21e
    2. 3: 13e
    3. 4: 2e
    4. 6: 9e
    5. 7: 6e
    6. 8: 3e[7]

## Palmarès en rallye
- Volant Peugeot : 2003;
- Coupe Peugeot 206 sur terre : 2003;
- 9e du RAC rally, 10e du rallye de Catalogne, 12e du rallye d'Allemagne, en WRC : 2004 (copilote Denis Giraudet, sur  Peugeot 206 WRC);
- 4e du Championnat de France des rallyes : 2005 (copilote Patrick Pivato, sur Subaru Impreza WRC et Škoda Fabia WRC);
- Champion de France des Rallyes : 2006 (copilote Nicolas Klinger, sur Peugeot 307 WRC);
- Vice-champion de l'Intercontinental Rally Challenge : 2007 (copilote Nicolas Klinger, sur Peugeot 207 S2000);
- Champion IRC des Rallyes : 2008 (copilote Nicolas Klinger, sur Peugeot 207 S2000).

### 4 victoires en IRC
- 2007: Rallye de Turquie;
- 2007: Rallye de Tchéquie;
- 2007: Rallye du Valais;
- 2008: Rallye Vinho da Madeira;
  - 2e du rallye d'Istanbul en 2008;
  - 2e du rallye d'Ypres en 2008;
  - 2e du rallye de Tchéquie en 2008;
  - 2e du rallye des Asturies en 2008;
  - 2e du rallye Sanremo en 2008;
  - 2e du rallye du Valais en 2008;
  - 2e du rallye de Curitiba en 2009:
  - 3e du rallye de Russie en 2007;
  - 3e du rallye Sanremo en 2007;
  - 3e du rallye du Portugal en 2008;
  - 3e du rallye des Açores en 2009;
  - 3e du rallye des Asturies en 2009;
  - 3e du rallye Sanremo en 2009;
  - 3e du rallye Monte-Carlo en 2010.

### 2 victoires en championnat d'Europe
- 2007: Rallye de Tchéquie;
- 2007: Rallye de Turquie.

### 6 victoires en championnat de France
- 2008: Rallye Antibes Cote d’Azur;
- 2006: Rallye du Var;
- 2006: Rallye Région Limousin;
- 2006: Rallye Alsace-Vosges / Ville d'Epinal;
- 2006: Rallye Lyon-Charbonnières Rhône;
- 2005: Rallye Lyon-Charbonnières Rhône.

### Autre victoire
- 2009: Rallye National des Monts Dôme.

## Galerie d'images

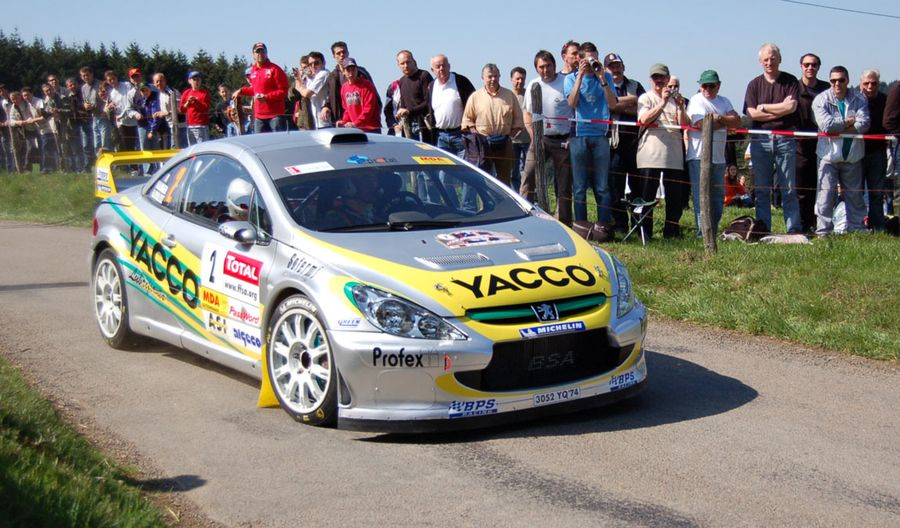
Nicolas Vouilloz  au Rallye Lyon-Charbonnières 2006
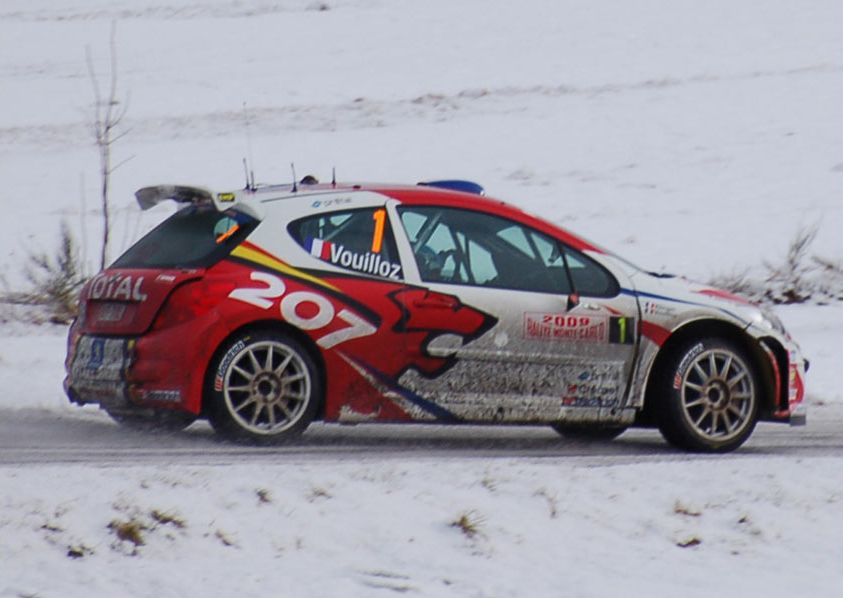
Nicolas Vouilloz  au Rallye Monte-Carlo 2009
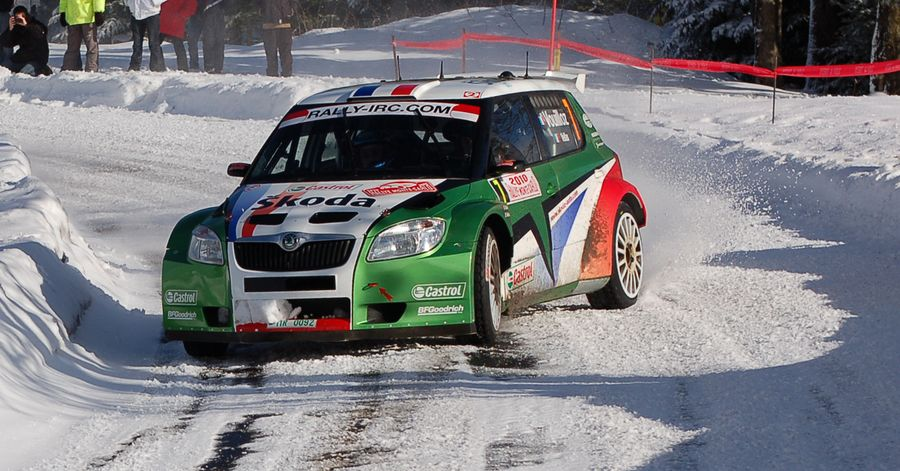
Nicolas Vouilloz au Rallye Monte-Carlo 2010
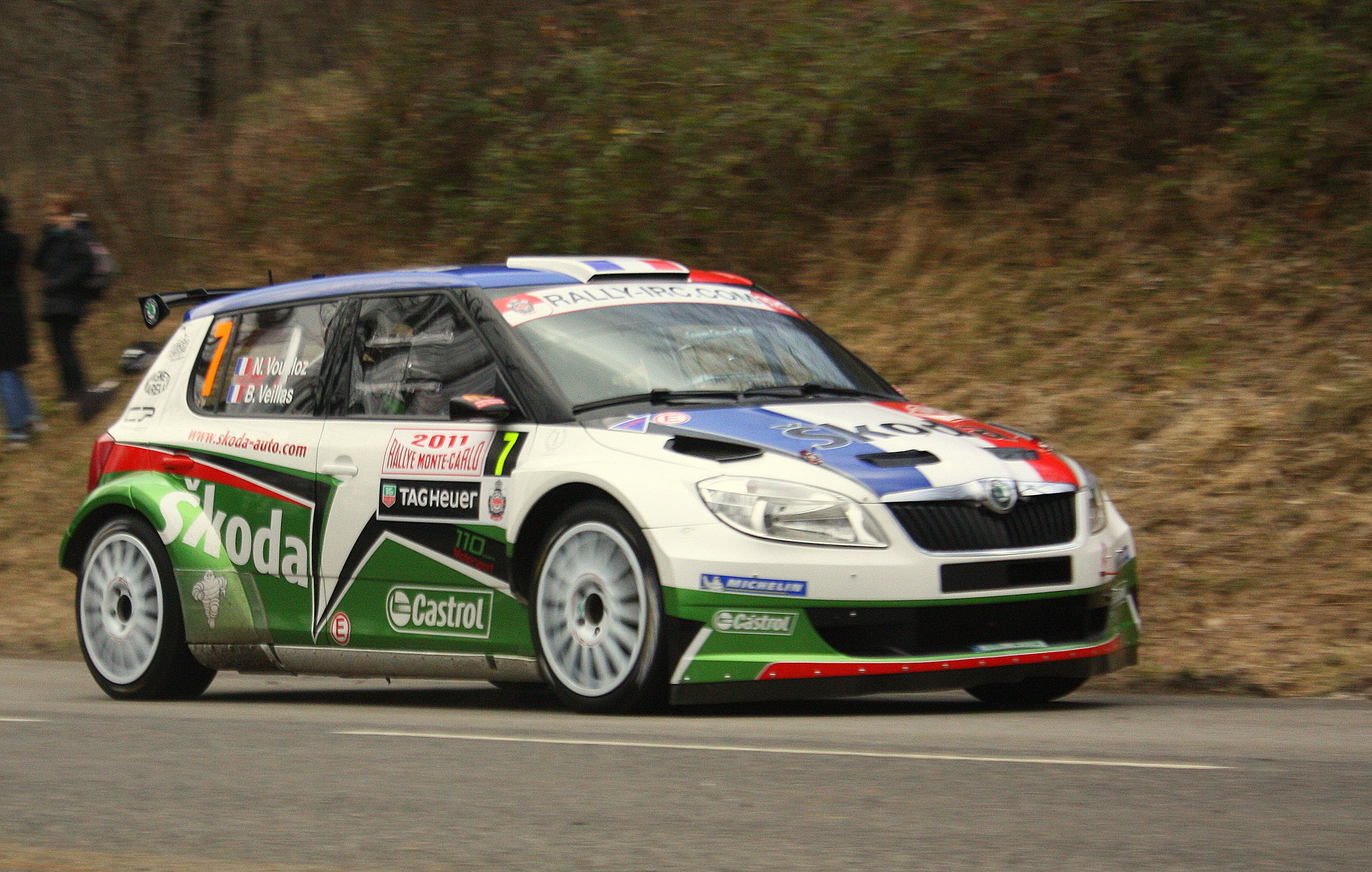
Nicolas Vouilloz au Rallye Monte-Carlo 2011